# Element zbrodni
Element zbrodni (duń. Forbrydelsens element) – duński film z 1984 roku w reżyserii Larsa von Triera.

## Obsada
- Michael Elphick jako Fisher
- Esmond Knight jako Osborne
- Me Me Lai jako Kim
- Jerold Wells jako Kramer
- Ahmed El Shenawi jako terapeuta
- Astrid Henning-Jensen jako goposia
- János Herskó jako koroner
- Stig Larsson jako asystent koronera
- Harry Harper jako portier (1)
- Roman Moszkowicz jako portier (2)
- Lars von Trier jako Schmuck of Ages
- Frederik Casby jako biały policjant
- Duke Addabayo jako czarny policjant
- Jon Bang Carlsen jako zły policjant
- Leif Magnusson jako gość hotelowy
- Preben Lerdorff Rye jako dziadek
- Camilla Overbye Roos jako dziewczyna (1)
- Maria Behrendt jako dziewczyna (2)
- Mogens Rukov jako bibliotekarz
- Gotha Andersen jako sędzia